# Симбирская, Юлия Станиславовна
Симбирская Юлия Станиславовна (род. 19 июня 1977, Ярославль) — русская детская писательница, поэтесса, переводчик. Лауреат Российских конкурсов детской книги.

## Биография
Окончила факультет русской филологии и культуры Ярославского педагогического университета имени К. Д. Ушинского. Работает библиотекарем. Растит дочь.
Издаваться начала в 2012 году, её стихи включены в сборник «Если ветер запереть» победителей конкурса конкурса «От 7 до 12», проводимого издательством Марины Волковой. Первое самостоятельное издание «Разбегаюсь и лечу» вышло в 2013 г. Произведения Юлии Станиславовны регулярно печатаются в детских литературных журналах «Мурзилка»,  «Чиж и Ёж», «Кукумбер».
Работает в качестве переводчика.
Двукратный обладатель премии правительства Москвы имени Корнея Чуковского. В 2024 году вошла в жюри этой премии.

## Произведения

### Книги
- Симбирская Ю. С. Разбегаюсь и лечу / Юлия Симбирская ; худож. Наталья Кондратова. — Москва: ИД «Фома», 2013. — 24 с. — (Настя и Никита. Вып. 99).
- Симбирская Ю. С. Здравствуй, Таня! : маленькая повесть / Юлия Симбирская ; худож. С. Адалян. — Москва: Росмэн, 2014. — 47 с. — (Новая детская книга).
- Симбирская Ю. С. Жил-был Димка / Юлия Симбирская ; ил. М. Гараниной. — Москва: БерИнгА, 2015. — 61 с. — (Мальчишки нашего двора).
- Симбирская Ю. С. Суп в горошек : стихи / Юлия Симбирская ; иллюстрации Екатерины Глейзер. — Москва: Абрикобукс, 2016. — 48 с.
- Симбирская Ю. С. Барашки : книга колыбельных / Юлия Симбирская ; художник Евгения Смоленцева. — Москва: Абрикобукс, 2017. — 48 с.
- Симбирская Ю. С. Бултых! / Юлия Симбирская ; художник Г. Белоголовская. — Москва: Нигма, 2017. — 20 с.
- Симбирская Ю. С. Жил-был дом : сборник сказок / Юлия Симбирская ; художник Татьяна Бетехтина. — Москва: Нигма, 2017. — 20 с. — (Я уже большой!).
- Симбирская Ю. С. Зося — маленькая белка / Юлия Симбирская ; художник С. Емельянова. — Москва, 2017. — 28 с.
- Симбирская Ю. С. Мольер, Моцарт и Пикассо из лисьей норы / Юлия Симбирская; художник О. Гребенник. — Санкт-Петербург: БХВ-Петербург, 2017. — 117 с. — (Современные писатели — детям).
- Симбирская Ю. С. Муравей в моей руке / Юлия Симбирская ; художник С. Емельянова. — Москва: Росмэн, 2017. — 48 с.
- Симбирская Ю. С. Наперегонки / Юлия Симбирская ; рисовала Екатерина Костина. — Москва: Октопус, 2017. — 48 с. — (Радуга-дуга).
- Симбирская Ю. С. Нос в молоке : стихи для детей / Юлия Симбирская ; рисунки Марины Пчеляковой. — Санкт-Петербург: Гриф, 2017. — 48 с.
- Симбирская Ю. С. Чья чашка лучше? : сборник сказок / Юлия Симбирская ; художник Алиса Волкова. — Москва: Нигма, 2017. — 20 с. — (Я уже большой!).
- Симбирская Ю. С. Бабушка-кошка / Юлия Симбирская ; художник Мария Дружинина. — Санкт-Петербург: Качели, 2018. — 127 с. — (Сказки-нескучайки).
- Симбирская Ю. С. Барашек Тимофей / Юлия Симбирская ; художник Мария Волкова. — Москва: Нигма, 2018. — 20 с. — (Я уже большой).
- Симбирская Ю. С. Дальние берега : повесть / Юлия Симбирская.. — Москва: Росмэн, 2018. — 155 с. — (Линия души). — ISBN 978-5-353-08906-3.
- Симбирская Ю. С. Мышонок и луна : зимняя сказка / Юлия Симбирская ; иллюстрации Марии Трущенковой. — Москва: Клевер, 2018. — 23 с. — (Новый год).
- Симбирская Ю. С. О ёлочном шарике : зимняя сказка / Юлия Симбирская ; иллюстрации Виктории Курчевой. — Москва: Клевер, 2018. — 23 с. — (Новый год).
- Симбирская Ю. С. О новогодней ёлке : зимняя сказка / Юлия Симбирская. — Москва: Клевер, 2018. — 23 с. — (Новый год).
- Симбирская Ю. С. Про звёздочку : зимняя сказка / Юлия Симбирская ; иллюстрации Анны Гагириной. — Москва: Клевер, 2018. — 23 с. — (Новый год).
- Симбирская Ю. С. Трогательное ведро / Юлия Симбирская ; художник Татьяна Булгакова. — Москва: Абрикобукс, 2018. — 47 с.
- Симбирская Ю. С. На грядке всё в порядке / Юлия Симбирская ; художник Настя Киган. — Москва: Абрикобукс, 2018. — 48 с.
- Симбирская Ю. С. Букашка и мушка / Юлия Симбирская ; художник Мария Пчелинцева. — Москва: Нигма, 2019. — 20 с. — (Я уже большой).
- Симбирская Ю. С. Заяц на взлётной полосе / Юлия Симбирская ; рисунки Оксаны Батуриной. — Москва: Абрикобукс, 2019. — 207 с.
- Симбирская Ю. С. Трогательное ведро. — Москва: Абрикобукс, 2019. — 48 с. — (Горошины). — ISBN 978-5-6040902-3-7.
- Симбирская Ю. С. Истории с помпоном / Юлия Симбирская ; иллюстрации Насти Никсен. — Москва: МИФ, 2020. — 47 с.
- Симбирская Ю. С. Крокодил испёк печенье / Юлия Симбирская ; художник Екатерина Голубкова. — Москва: Нигма, 2020. — 16 с. — (Я уже большой).
- Симбирская Ю. С. Ехал дождь в командировку. — Москва: Лабиринт, 2020. — 48 с. — (Детская художественная литература). — ISBN 978-5-9287-3175-5.
- Симбирская Ю. С. Фея Фиалка, колдунья Календула и охапка медведей : сказка / Юлия Симбирская ; иллюстрации Марии Коротаевой. — Москва: Нигма, 2021. — 103 с.
- Симбирская Ю. С. По тропинке, по дорожке : книжка для первого чтения / Юлия Симбирская ; нарисовала Мария Вахрушева. — Ростов-на-Дону: Феникс : Феникс-Премьер, 2021. — 47 с. — (Малыш, давай почитаем!).
- Симбирская Ю. С. А у нас живёт дракон! / Юлия Симбирская ; иллюстрации Екатерины Варжунтович. — Москва: ЭНАС-КНИГА, 2021. — 28 с. — (Добрая книжка).
- Симбирская Ю. С. В мыльной пене для ушей : книжка для первого чтения / Юлия Симбирская ; нарисовала Мария Вахрушева. — Ростов-на-Дону: Феникс, 2021. — 46 с. — (Малыш, давай почитаем!).
- Симбирская Ю. С. Летающие зонтики. Стихи. — Москва: РОСМЭН, 2021. — 47 с. — (Лучшие современные отечественные писатели). — ISBN 978-5-353-09610-8.
- Симбирская Ю. С. Шарф в яркую полоску: сказка / Юлия Симбирская ; иллюстрации Ксении Забабашкиной. — Москва: Манн, Иванов и Фербер, 2023. — 47 с. — (Тёплые книжки).
- Симбирская Ю. С. Наполеон спешит на самолёт / Юлия Симбирская ; нарисовала Дарья Мальцева. — Москва: Пять четвертей, 2023. — 287 с. — (Понарошку).

## Награды
- 2017 г. — Премия имени Корнея Чуковского в номинации «Премия детского жюри «Золотой крокодил» и специальный приз «Золотой крокодил» (вручается Детским жюри премии в знак признания любимого автора)[4].
- 2018 г. — лауреат Международной детской литературной премии имени В. П. Крапивина в номинации «Выбор литературного совета» (за повесть «Дальние берега»)[5].
- 2021 г. — премия Правительства Москвы имени Корнея Чуковского в области детской литературы в номинации «Лучший поэтический сборник для детей в возрасте от 8 до 12 лет» (за книгу «Ехал дождь в командировку»)[6]
- 2023 г. — премия Правительства Москвы имени Корнея Чуковского в области детской литературы в номинации «Лучший поэтический сборник для детей в возрасте от 8 до 12 лет» (за книгу «Летающие зонтики»)[7]